# Chlamydomonas frigida
Chlamydomonas frigida là một loài tảo trong họ Chlamydomonadaceae, thuộc chi Chlamydomonas.